# Vi fem (TV-serie)
Vi fem är en brittisk TV-serie från 1995–1997 som är baserad på Enid Blytons böcker. TV-serien hette The Famous Five på originalspråket. Den sändes första gången på Tyne Tees and Harlech Television (HTV) från och med den 10 september 1995 och på CITV (ITV:s barnprogram) från och med den 1 juli 1996. Det sändes två säsonger mellan 1995 och 1997, som producerades av Zenith North och Tyne Tees.

## Medverkande
| Roll            | Skådespelare     | Svensk röst     |
| --------------- | ---------------- | --------------- |
| George          | Jemima Rooper    | Sara Franceschi |
| Julian          | Marco Williamson | Nick Atkinson   |
| Dick            | Paul Child       | Eric Bergelin   |
| Anne            | Laura Petela     | Sally Kahn      |
| Farbror Quentin | Christopher Good | Claes Månsson   |
| Faster Frances  | Mary Waterhouse  | Maria Weisby    |

## Avsnitt
Nedan listas avsnitten i den ordning de sändes på brittisk TV.

### Första säsongen
1. Five on a Treasure Island (del 1) (10 september 1995)[1]
2. Five on a Treasure Island (del 2) (17 september 1995)
3. Five Get into Trouble (24 september 1995)[2]
4. Five Go Adventuring Again (1 oktober 1995)
5. Five Fall into Adventure (8 oktober  1995)
6. Five Go to Demon's Rocks (15 oktober  1995)
7. Five on Kirrin Island Again (22 oktober  1995)
8. Five on Finniston Farm (29 oktober  1995)
9. Five Go Off to Camp (5 november 1995)
10. Five Have Plenty of Fun (12 november 1995)
11. Five on a Secret Trail (19 november 1995)
12. Five Go to Smuggler's Top (del 1) (26 november 1995)
13. Five Go to Smuggler's Top (del 2) (3 december 1995)

### Andra säsongen
The second series was initially shown on HTV.
1. Five Go Down to the Sea (del 1) (10 november 1996)
2. Five Go Down to the Sea (del 2) (17 november 1996)
3. Five Run Away Together (24 november 1996)
4. Five Have a Mystery to Solve (1 december 1996)
5. Five Go to Mystery Moor (8 december 1996)
6. Five (Go) On a Hike Together (15 december 1996)
7. Five Have a Wonderful Time (del 1) (5 januari 1997)
8. Five Have a Wonderful Time (del 2) (12 januari 1997)
9. Five Go Off in a Caravan (19 januari 1997)
10. Five Get into a Fix (26 januari 1997)
11. Five Are Together Again (2 februari 1997)
12. Five Go to Billycock Hill (del1) (9 februari 1997)
13. Five Go to Billycock Hill (del 2) (16 februari 1997)[3]

## Lista över avsnitt och roller
Listan nedan visar avsnitten i kronologisk ordning som de visades på svensk TV. Avsnittet Fem på mystiska heden (Five Go to Mystery Moor)  dubbades aldrig till svenska och visades aldrig i svensk TV eftersom det ansågs vara fördomsfullt och att det gynnade anti-ziganism. Skådespelarna är hämtade från rollisterna för varje avsnitt på IMDb (extern länk nedan). De skådespelare som finns angivna ovan har tagits bort från rollistan.

### Säsong 1
Avsnitt 1: Fem söker en skatt, del 1 (Five on a Treasure Island: Part 1)
| Roll         | Skådespelare    | Svensk röst     |
| ------------ | --------------- | --------------- |
| Jack (pappa) | Ian Price       | Stig Engström   |
| Mary (mamma) | Maggie Saunders | Kajsa Reingardt |
| Alf          | Robert Crombie  | Erik Löth       |

Avsnitt 2: Fem söker en skatt, del 2 (Five on a Treasure Island: Part 2)
| Roll                | Skådespelare  | Svensk röst    |
| ------------------- | ------------- | -------------- |
| Carter              | Eric Carte    | Per Eggers     |
| Phil                | Jason Pitt    | Mikael Ahlberg |
| Regeringstjänsteman | David Killick | Per Holmberg   |

Avsnitt 3: Fem går i fällan (Five Fall into Adventure)
| Roll        | Skådespelare     | Svensk röst           |
| ----------- | ---------------- | --------------------- |
| Joan        | Elsie Kelly      | Lena-Pia Bernhardsson |
| Jo          | Vanessa Cavanagh | Maria Simonsson       |
| Röda Tornet | Murray McArthur  | Andreas Nilsson       |
| Markoff     | Marek Anton      | Jan Simonsson         |
| Jake        | Andy Linden      | Hans Wigren           |
| Simmy       | John Altman      | Per Eggers            |
| Polis       | Graham Ryder     | Stig Engström         |
| Alf         | Robert Crombie   | Erik Löth             |

Avsnitt 4: Fem räddar en hemlighet (Five on Kirrin Island Again)
| Roll          | Skådespelare   | Svensk röst     |
| ------------- | -------------- | --------------- |
| Martin        | Rupert White   | Leo Hallerstam  |
| Martins pappa | Nick Stringer  | Ulf Isenborg    |
| Kustvakt      | Colin Prockter | Hans Wahlgren   |
| Johnson       | Patrick Field  | Fredrik Myrberg |
| Carter        | Patrick Murray | Andreas Nilsson |

Avsnitt 5: Fem och sjörövarskatten (Five Go to Demon's Rocks)
| Roll            | Skådespelare        | Svensk röst           |
| --------------- | ------------------- | --------------------- |
| Joan            | Elsie Kelly         | Lena-Pia Bernhardsson |
| Tinker          | James Tomlinson     | Linus Wahlgren        |
| Jeremiah Boogle | Arthur Spreckley    | John Harryson         |
| Jacob           | Gary Dunnington     | Ulf Isenborg          |
| Ebenezer        | Chris Harz          | Stig Engström         |
| Polis           | Christopher Crooks  | Bo Samuelsson         |
| Handelsman      | Steve Jacobs        | Andreas Nilsson       |
| Taxichaufför    | Vincenzo Pellegrino | Fredrik Myrberg       |

Avsnitt 6: Fem följer ett spår (Five on a Secret Trail)
| Roll             | Skådespelare            | Svensk röst     |
| ---------------- | ----------------------- | --------------- |
| Guy              | Andrew Falvey           | David Wiik      |
| Thomas Bath      | Bradley Cole            | Per Holmberg    |
| Professor Dobson | Anthony Daniels         | Åke Lindkvist   |
| Veterinär        | Patrick Romer           | Fredrik Myrberg |
| Alf              | Robert Crombie          | Erik Löth       |
| Polis            | Graham Ryder            | Stig Engström   |
| Kolare           | Richard Wellings-Thomas | Niklas Falk     |

Avsnitt 7: Fem och kidnapparna (Five Have Plenty of Fun)
| Roll         | Skådespelare      | Svensk röst           |
| ------------ | ----------------- | --------------------- |
| Joan         | Elsie Kelly       | Lena-Pia Bernhardsson |
| Jo           | Vanessa Cavanagh  | Maria Simonsson       |
| Berta        | Jay Aubern        | Kajsa Reingardt       |
| Bertas pappa | Billy J. Mitchell | Per Eggers            |
| Gringo       | James Bowers      | Jan Simonsson         |
| Spikey       | Lee Barrett       | Simon Böhm            |
| Polis        | Tony Spooner      | Hans Wahlgren         |

Avsnitt 8: Fem på nya äventyr (Five Go Adventuring Again)
| Roll         | Skådespelare     | Svensk röst   |
| ------------ | ---------------- | ------------- |
| Roland       | Vernon Dobtcheff | Åke Lundkvist |
| Thomas       | Terence Hillyer  | Per Holmberg  |
| Wilton       | Sion Tudor Owen  | Ulf Isenborg  |
| Mary Sanders | Pat Keen         | Ragna Nyblom  |
| John Sanders | John Southworth  | Bo Samuelsson |

Avsnitt 9: Fem gör ett fynd (Five on Finniston Farm)
| Roll           | Skådespelare    | Svensk röst         |
| -------------- | --------------- | ------------------- |
| Harry          | Greg Bradley    | Filip Sellberg      |
| Harriet        | Leanne Rowe     | Agnes Hirdwall      |
| Mr Finniston   | Sam Dale        | Jan Simonsson       |
| Mrs Finniston  | Meryl Hampton   | Kajsa Reingardt     |
| Farfar         | Walter Sparrow  | Lasse Pettersson    |
| Mr Henning     | Peter Banks     | Ulf Isenborg        |
| Junior         | Richard Claxton | Christoffer Paulson |
| Antikhandlaren | Robin Hooper    | Hans Wahlgren       |

Avsnitt 10: Fem i knipa (Five Get into Trouble)
| Roll         | Skådespelare        | Svensk röst      |
| ------------ | ------------------- | ---------------- |
| Rooky        | John Hallam         | Sten Ljunggren   |
| Mel          | Dean Harris         | Johan Wahlström  |
| Floogie      | David Schofield     | Rikard Bergqvist |
| Weston       | Nick Brimble        | Johan Hedenberg  |
| Richard Kent | Stuart Piper        | Leo Hallerstam   |
| Aggie        | Janet Henfrey       | Ragna Nyblom     |
| Polis        | Laurence Richardson | Mikael Ahlberg   |

Avsnitt 11: Fem stoppar spöktåget (Five Go Off to Camp)
| Roll            | Skådespelare      | Svensk röst               |
| --------------- | ----------------- | ------------------------- |
| Jock            | Tom Graham        | Niklas Lind               |
| Mr Luffy        | Frank Windsor     | Hans Lindgren             |
| Jocks styvpappa | John Turner       | Stephan Karlsén           |
| Jocks mamma     | Elaine Connelly   | Charlotte Ardai Jennefors |
| Träbens-Jim     | Peter Cox         | Hans Wahlgren             |
| Cecil Dearlove  | Sebastian Armesto | Leo Hallerstam            |

Avsnitt 12: Fem på smugglarjakt, del 1 (Five Go to Smuggler's Top: Part 1)
| Roll                 | Skådespelare   | Svensk röst       |
| -------------------- | -------------- | ----------------- |
| Pierre "Pete" Lenoir | Ian Aherne     | Daniel Greayer    |
| Mr Lenoir            | Richard Morant | Stig Engström     |
| Mrs Lenoir           | Isabelle Amyes | Gunilla Hällström |
| Block                | Don Henderson  | Stephan Karlsén   |
| Mr Barling           | Jeremy Sinden  | Hans Wigren       |
| Taxichaufför         | Peter McGowan  | Reine Brynolfsson |
| Alf                  | Robert Crombie | Erik Löth         |

Avsnitt 13: Fem på smugglarjakt, del 2 (Five Go to Smuggler's Top: Part 2)
| Roll                 | Skådespelare   | Svensk röst       |
| -------------------- | -------------- | ----------------- |
| Pierre "Pete" Lenoir | Ian Aherne     | Daniel Greayer    |
| Mr Lenoir            | Richard Morant | Stig Engström     |
| Mrs Lenoir           | Isabelle Amyes | Gunilla Hällström |
| Block                | Don Henderson  | Stephan Karlsén   |
| Mr Barling           | Jeremy Sinden  | Hans Wigren       |
| Polis                | David Telfer   | Mikael Ahlberg    |
| Mr Barlings granne   | Jean Southern  | Irene Lindh       |

### Säsong 2
Avsnitt 14: Fem reser till havet, del 1 (Five Go Down to the Sea: Part 1)
| Roll             | Skådespelare       | Svensk röst               |
| ---------------- | ------------------ | ------------------------- |
| Mr Penruthlan    | Ian Brimble        | Johan Wahlström           |
| Mrs Penruthlan   | Maggie Wells       | Ewa Maria Björkström-Roos |
| Yan              | Richard Allen      | Bill Sundberg             |
| Sid              | David Shaw Parker  | Niklas Falk               |
| Binks            | Geoffrey Hutchings | Hans Lindgren             |
| Teaterdirektören | Granville Saxton   | Ulf Isenborg              |
| Yans farfars far | Peter Stockbridge  | Bert-Åke Varg             |

Avsnitt 15: Fem reser till havet, del 2 (Five Go Down to the Sea: Part 2)
| Roll             | Skådespelare       | Svensk röst               |
| ---------------- | ------------------ | ------------------------- |
| Mr Penruthlan    | Ian Brimble        | Johan Wahlström           |
| Mrs Penruthlan   | Maggie Wells       | Ewa Maria Björkström-Roos |
| Yan              | Richard Allen      | Bill Sundberg             |
| Sid              | David Shaw Parker  | Niklas Falk               |
| Binks            | Geoffrey Hutchings | Hans Lindgren             |
| Teaterdirektören | Granville Saxton   | Ulf Isenborg              |
| Yans farfars far | Peter Stockbridge  | Bert-Åke Varg             |

Avsnitt 16: Fem på rymmarstråt (Five Run Away Together)
En komplett lista över svenska röster finns ej tillgänglig för detta avsnitt eftersom man av misstag har visat fel dubbningskredits till det.
| Roll               | Skådespelare      | Svensk röst           |
| ------------------ | ----------------- | --------------------- |
| Joan               | Elsie Kelly       | Lena-Pia Bernhardsson |
| Mrs Stick          | Anita Dobson      | ?                     |
| Mr Stick           | Peter Jonfield    | Reine Brynolfsson     |
| Edgar              | Bronson Webb      | ?                     |
| Jennifer Armstrong | Philippa Woodward | ?                     |
| General Armstrong  | David Lyon        | Per Eggers            |
| Polis              | Gregory Cox       | Per Sandborgh         |
| Alf                | Robert Crombie    | Erik Löth             |

Avsnitt 17: Fem i fara (Five Get into a Fix)
| Roll         | Skådespelare      | Svensk röst     |
| ------------ | ----------------- | --------------- |
| Mrs Jones    | Ruth Madoc        | Barbro Oborg    |
| Morgan Jones | Dafydd Emyr       | Magnus Roosmann |
| Ailey        | Lucy Lloyd        | Eva Widberg     |
| Aileys pappa | Robert Blythe     | Anders Nyström  |
| Mrs Thomas   | Ann Queensberry   | Irene Lindh     |
| Llewellyn    | Glyn Pritchard    | Dick Eriksson   |
| Chaufför     | Pavel Douglas     | Hans Wahlgren   |
| Matthew      | John Pierce Jones | Ulf Isenborg    |

Avsnitt 18: Fem befriar en fånge, del 1 (Five Have a Wonderful Time: Part 1)
| Roll                 | Skådespelare      | Svensk röst     |
| -------------------- | ----------------- | --------------- |
| Professor Terry-Kane | Dudley Sutton     | Gösta Prüzelius |
| Mr Pottersham        | Clive Swift       | Lars Edström    |
| Sniffen              | Lee Turnbull      | Bill Sundberg   |
| Alfredo              | David Learner     | Steve Kratz     |
| Anita Alfredo        | Paula Jacobs      | Mia Benson      |
| Mr Bufflo            | Christopher Simon | Dick Eriksson   |
| Mr Slither           | Gertan Klauber    | Ulf Isenborg    |
| Mr India Rubber      | Tony Westrope     | Ulf Eklund      |
| Doktorn              | Michael Browning  | Hans Lindgren   |
| Biljettdamen         | Jo Kendall        | Anne-Li Norberg |
| Bonden               | Roger Booth       | Anders Nyström  |

Avsnitt 19: Fem befriar en fånge, del 2 (Five Have a Wonderful Time: Part 2)
| Roll                 | Skådespelare      | Svensk röst     |
| -------------------- | ----------------- | --------------- |
| Professor Terry-Kane | Dudley Sutton     | Gösta Prüzelius |
| Mr Pottersham        | Clive Swift       | Lars Edström    |
| Sniffen              | Lee Turnbull      | Bill Sundberg   |
| Alfredo              | David Learner     | Steve Kratz     |
| Anita Alfredo        | Paula Jacobs      | Mia Benson      |
| Mr Bufflo            | Christopher Simon | Dick Eriksson   |
| Mr Slither           | Gertan Klauber    | Ulf Isenborg    |
| Mr India Rubber      | Tony Westrope     | Ulf Eklund      |
| Biljettdamen         | Jo Kendall        | Anne-Li Norberg |

Avsnitt 20: Fem på tjuvjakt (Five Go Off in a Caravan)
| Roll      | Skådespelare    | Svensk röst     |
| --------- | --------------- | --------------- |
| Nobby     | Ben Nrazier     | Niclas Wahlgren |
| Lou       | Dexter Fletcher | Peter Sjöquist  |
| Tiger-Dan | Nicholas Ball   | Per Eggers      |
| Lucilla   | Valerie Lilley  | Irene Lindh     |
| Polis     | Charles Dale    | Ulf Isenborg    |

Avsnitt 21: Fem löser en gåta (Five Have a Mystery to Solve)
| Roll        | Skådespelare     | Svensk röst           |
| ----------- | ---------------- | --------------------- |
| Joan        | Elsie Kelly      | Lena-Pia Bernhardsson |
| Wilfred     | Alex Thomas      | David Wiik            |
| Mrs Leyman  | Denyse Alexander | Irene Lindh           |
| Billy       | James Dando      | Linus Wahlgren        |
| Skallig man | Andrew Tansey    | Johan Hedenberg       |
| Medhjälpare | Paul Herzberg    | Magnus Roosmann       |

Avsnitt 22: Fem på fotvandring (Five on a Hike Together)
| Roll       | Skådespelare   | Svensk röst               |
| ---------- | -------------- | ------------------------- |
| Dirty Dick | Stephen Frost  | Johan Wahlström           |
| Maggie     | Camille Coduri | Charlotte Ardai Jennefors |
| Mrs Baker  | Judy Cornwell  | Margreth Weivers          |
| Fånge      | George Sweeney | Reine Brynolfsson         |
| Brevbärare | Simon Roberts  | Dick Eriksson             |

Avsnitt 23: Fem tillsammans igen (Five Are Together Again)
| Roll        | Skådespelare    | Svensk röst          |
| ----------- | --------------- | -------------------- |
| Tinker      | James Tomlinson | Linus Wahlgren       |
| Mr Tapper   | Harry Fowler    | Hans Lindgren        |
| Jeremy      | Nick Pepper     | Christoffer Paulsson |
| Mr Wooh     | Brian Murphy    | Hans Wahlgren        |
| Greken Nick | George Jackos   | Steve Kratz          |

Avsnitt 24: Fem befriar flygarna, del 1 (Five Go to Billycock Hill: Part 1)
| Roll                | Skådespelare    | Svensk röst               |
| ------------------- | --------------- | ------------------------- |
| Toby                | Jon Sturgess    | Christoffer Paulsson      |
| Mrs Thomas          | Lavinia Bertram | Ewa Maria Björkström-Roos |
| Mr Gringle          | Trevor Peacock  | Per Sandborgh             |
| Mr Janes            | Peter McNamara  | Reine Brynolfsson         |
| Den falske Mr Brent | Colin Baker     | Ulf Isenborg              |
| Jeff                | Jason Connery   | Joakim Jennefors          |
| RAF-sergeant        | Robin Griffith  | Ulf Eklund                |

Avsnitt 25: Fem befriar flygarna, del 2 (Five Go to Billycock Hill: Part 2)
| Roll                | Skådespelare    | Svensk röst               |
| ------------------- | --------------- | ------------------------- |
| Toby                | Jon Sturgess    | Christoffer Paulsson      |
| Mrs Thomas          | Lavinia Bertram | Ewa Maria Björkström-Roos |
| Mr Gringle          | Trevor Peacock  | Per Sandborgh             |
| Mr Janes            | Peter McNamara  | Reine Brynolfsson         |
| Den falske Mr Brent | Colin Baker     | Ulf Isenborg              |
| Jeff                | Jason Connery   | Joakim Jennefors          |
| RAF-officer         | John Line       | Hans Lindgren             |
| Militärpolis        | David Delve     | Hans Wahlgren             |
| Radioröst           | -               | Steve Kratz               |

Avsnittet Fem på mystiska heden (Five Go to Mystery Moor)
| Roll           | Skådespelare     |
| -------------- | ---------------- |
| Henry          | Bianca Bonomi    |
| William        | Benjamin Langley |
| Sniffen        | Lee Turnbull     |
| Kapten Johnson | Rupert Frazer    |
| Pedro          | Jesse Birdsall   |
| Moses          | Teddy Kempner    |
| Mrs Johnson    | Denica Fairman   |